# Unguicaris panglaonis
Unguicaris panglaonis is een garnalensoort uit de familie van de Palaemonidae. De wetenschappelijke naam van de soort is voor het eerst geldig gepubliceerd in 2006 door Marin & Chan.